# Trismegistia korthalsii
Trismegistia korthalsii là một loài rêu trong họ Sematophyllaceae. Loài này được (Dozy & Molk.) Broth. mô tả khoa học đầu tiên năm 1910.